# 魏廷萱
魏廷萱（1505年—1564年），字子宜，號新川，人称少颖先生，河南等處承宣布政使司開封府許州人，軍籍。

## 生平
正月初三日生，行六，治《易經》，由州學生中式嘉靖十年（1531年）辛卯科河南鄉試第六十九名舉人，年二十八歲中式嘉靖十一年（1532年）壬辰科會試第一百四十九名，第二甲第二十一名進士。觀禮部政，授南京户部主事，陞員外郎、郎中，西安府知府，二十一年（1542年）擢升湖廣襄阳副使。

## 家族
曾祖魏俊；祖魏端，義官；父魏校，監生；母李氏。永感下，妻宋氏，兄廷蔥（監生）；廷菊（監生）；廷華；廷藏；廷芹，弟廷薦。子魏江；魏湖；魏澧（知縣）。